# Ґрантвілльський вісник III
«Ґрантвілльський вісник III» (англ. Grantville Gazette III) — третя спільна та четверта антологія в серії «1632», яку редагував творець серії Ерік Флінт. У жовтні 2004 року вона була опублікована як електронна книга Baen Books. Збірник був випущений у твердій обкладинці в січні 2007 року, а в м'якій обкладинці — у червні 2008 року, причому обидва видання містили оповідання Флінта «Поштові витрати».